# XXIV Concurs de castells de Tarragona
El XXIV Concurs de Castells de Tarragona se celebrà el dissabte 6 i diumenge 7 d'octubre del 2012 a la Tarraco Arena Plaça de Tarragona. El concurs de castells fou organitzat per l'Ajuntament de Tarragona amb el patrocini de la Diputació de Tarragona i el Departament de Cultura de la Generalitat de Catalunya. En aquesta edició hi van prendre part 32 colles, 20 el dissabte i 12 el diumenge, i la classificació va ser conjunta pels dos dies. Els Castellers de Vilafranca van ser els vencedors per sisena vegada consecutiva al concurs de castells de Tarragona, mentre que en segona posició quedaren empatades la Colla Joves Xiquets de Valls i la Colla Vella dels Xiquets de Valls.

## Resultats

### Classificació
| Resultat              |
| --------------------- |
| Descarregat (D)       |
| Carregat (C)          |
| Intent (I)            |
| Intent desmuntat (ID) |

Segons la normativa del XXIV Concurs de castells de Tarragona, van tenir-hi dret a participar les 30 colles més ben classificades segons el Rànquing Estrella Concurs. El criteri de selecció del concurs comptabilitzà les tres millors construccions de cadascuna de les cinc millors diades de cada colla, durant les actuacions realitzades des de l'1 de setembre de 2011 fins al 31 d'agost de 2012, d'acord amb la mateixa taula de puntuacions del concurs. Finalment hi van actuar 32 colles, ja que l'organització va preveure el dret d'incorporar-hi més colles. Les 12 colles més ben classificades segons el Rànquing Estrella Concurs van actuar diumenge 7 d'octubre, i les altres 20 ho van fer dissabte 6.
Llegenda
| f: amb folre a: amb agulla o pilar al mig ps: aixecat per sota | fm: amb folre i manilles fa: amb folre i l'agulla o el pilar al mig sf: sense folre | sm: sense manilles fmp: amb folre, manilles i puntals * : penalitzacions |

| Pos. | Colla                                    | Dia | Castells intentats | Castells intentats | Castells intentats | Castells intentats | Castells intentats | Punts  | Premi    | Notes |
| Pos. | Colla                                    | Dia | 1a ronda           | 2a ronda           | 3a ronda           | 4a ronda           | 5a ronda           | Punts  | Premi    | Notes |
| ---- | ---------------------------------------- | --- | ------------------ | ------------------ | ------------------ | ------------------ | ------------------ | ------ | -------- | --- |
| 1    | Castellers de Vilafranca                 | Dg  | 4de9fa(c)          | 3de9fa(c)          | 2de8sf             | 4de9sf*            | —                  | 15.197 | 14.850 € | Primer 4de9 sense folre de la colla. Cinquè 2de8sf descarregat per la colla i a la història. Primers 2de8sf i 4de9sf descarregats junts en una mateixa actuació i fets per una mateixa colla. |
| 2    | Colla Joves Xiquets de Valls             | Dg  | 3de9f              | 5de9f              | 9de8               | —                  | —                  | 7.284  | 9.900 €  | Primer 9de8 de la colla. Primers gammes extres de la temporada. Primers gammes extres descarregats en un concurs de castells.                                                                 |
| 2    | Colla Vella dels Xiquets de Valls        | Dg  | 9de8               | 5de9f              | 4de9fa(i)          | 3de9f              | —                  | 7.284  | 9.900 €  | Primers castells de gamma extra de la temporada. |
| 4    | Colla Jove Xiquets de Tarragona          | Dg  | 3de9f              | 9de8               | 5de9f(i)           | 4de9f              | —                  | 5.178  | 7.560 €  | Segon 9de8 de la colla. |
| 5    | Capgrossos de Mataró                     | Dg  | 3de9f              | 4de9f*             | 2de9fm(c)*         | —                  | —                  | 4.913  | 6.660 €  | Primer castell de gamma extra carregat de la temporada. Primer castell de gamma extra carregat en un concurs de castells.                                                                     |
| 6    | Xiquets de Tarragona                     | Dg  | 5de8               | 3de9f(id)          | 3de9f(c)*          | 4de9f(c)*          | —                  | 3.401  | 5.940 €  | Des del 2000 no carregaven castells de nou al concurs de castells |
| 7    | Castellers de Sants                      | Dg  | 5de8               | 3de9f(c)*          | 7de8               | —                  | —                  | 3.045  | 5.490 €  | Quart 5de8 de la temporada. Primer intent d'un castell de nou de la temporada. Primer 7de8 de la colla.                                                                                       |
| 8    | Castellers de Barcelona                  | Dg  | 5de8*              | 7de8               | 3de9f(i)           | 4de8               | —                  | 2.135  | 5.040 €  | Cinquè 5de8 de la temporada. Tercer 7de8 de la temporada. Dissetè 4de8 de la temporada. |
| 9    | Castellers de Sabadell                   | Dg  | 3de8               | 5de8               | 2de8f              | —                  | —                  | 2.011  | 4.590 €  | Desè 3de8 de la temporada. Segon 5de8 i 2de8f de la colla. Primers castells de vuit descarregats en un concurs de castells.                                                                   |
| 10   | Xiquets de Reus                          | Dg  | 3de8               | 2de8f              | 4de8               | —                  | —                  | 1.512  | 4.320 €  | Onzè 3de8 descarregat de la temporada. Des del 1998 no descarregaven el 2de8f. Cinquè 4de8 descarregat de la temporada.                                                                       |
| 11   | Castellers de Lleida                     | Dg  | 4de8               | 3de8               | 2de8f(c)           | 2de8f*             | —                  | 1.512  | 3.960 €  | Quart 4de8 de la temporada. Tercer 3de8 de la temporada. Segon 2de8f de la temporada. Primera tripleta de vuit de la temporada                                                                |
| 12   | Bordegassos de Vilanova                  | Ds  | 3de8(c)            | 2de8f*             | 4de8               | —                  | 3de8*              | 1.512  | 3.870 €  | Des del 2002 no descarregava el 2de8f. |
| 13   | Castellers de Sant Cugat                 | Ds  | 2de8f(id)          | 3de8(id)           | 4de8               | 2de8f*             | 3de8(c)*           | 1.411  | 3.500 €  | Primer 2de8f i 3de8(c) de la colla. Millor actuació de la colla. |
| 14   | Xicots de Vilafranca                     | Ds  | 4de8               | 3de8               | 2de8f(c)           | —                  | 2de8f(c)*          | 1.389  | 3.400 €  | |
| 15   | Castellers de la Vila de Gràcia          | Dg  | 4de8               | 3de9f(id)          | 3de9f(id)          | 3de8               | 2de7               | 1.272  | 3.300 €  | Dotzè 4de8 de la temporada. Primers intents d'un castell de nou de la colla. Sisè 3de8 de la temporada. Dotzè 2de7 de la temporada. Quarta clàssica de vuit de l'any.                         |
| 16   | Sagals d'Osona                           | Ds  | 4de8               | 3de8*              | 9de7               | 2de7               | —                  | 1.272  | 3.100 €  | |
| 17   | Nens del Vendrell                        | Ds  | 7de7               | 4de8               | 2de8f              | —                  | —                  | 1.233  | 3.000 €  | |
| 18   | Moixiganguers d'Igualada                 | Ds  | 4de8               | 9de7               | 2de7               | —                  | —                  | 1.080  | 2.900 €  | Primer 2de7 i 9de7 (amb un enxaneta) descarregats de la colla. Primer 4de8 descarregat de la temporada. Millor actuació de la colla. Millor colla debutant.                                   |
| 19   | Xics de Granollers                       | Ds  | 2de7               | 4de8               | 5de7               | 7de7               | —                  | 993    | 2.700 €  | Primer 7de7 de la colla. |
| 20   | Castellers de Terrassa                   | Ds  | 7de7               | 2de8f(c)           | 4de7a              | —                  | —                  | 911    | 2.600 €  | |
| 21   | Marrecs de Salt                          | Ds  | 4de8(c)*           | 2de7               | 5de7               | —                  | —                  | 894    | 2.500 €  | |
| 22   | Colla Jove de Castellers de Sitges       | Ds  | 7de7(i)            | 3de7ps             | 2de7               | 7de7               | —                  | 849    | 2.300 €  | Segon 2de7 de la colla. Millor actuació de la colla fora de Sitges |
| 23   | Colla Castellera de Sant Pere i Sant Pau | Ds  | 3de7a              | 2de7               | 5de7               | —                  | —                  | 764    | 2.200 €  | Segon 2de7 de la colla. |
| 24   | Castellers de la Sagrada Família         | Ds  | 5de7               | 3de7ps             | 7de7               | —                  | —                  | 678    | 2.100 €  | Primer 7de7 de la colla. |
| 25   | Castellers del Poble Sec                 | Ds  | 3de7ps             | 7de7(c)            | 5de7               | —                  | —                  | 633    | 1.900 €  | |
| 26   | Castellers de Badalona                   | Ds  | 7de7(id)           | 3de7               | 2de7               | 5de7(id)           | 4de7               | 631    | 1.800 €  | Segon 2de7 de la colla. |
| 27   | Castellers d'Esplugues                   | Ds  | 4de8(i)            | 7de7               | 5de7               | 4de7a              | —                  | 623    | 1.700 €  | |
| 28   | Minyons de l'Arboç                       | Ds  | 7de7               | 5de7(id)           | 5de7*              | 4de8(id)           | 4de7a              | 623    | 1.600 €  | |
| 29   | Nois de la Torre                         | Ds  | 5de7               | 7de7               | 3de7ps(i)          | 3de7ps(i)          | 3de7a*             | 614    | 1.500 €  | |
| 30   | Xiquets del Serrallo                     | Ds  | 3de7a              | 5de7               | 4de7a              | —                  | —                  | 583    | 1.400 €  | |
| 31   | Tirallongues de Manresa                  | Ds  | 5de7               | 4de7a              | 3de7a              | —                  | —                  | 583    | 1.300 €  | |
| 32   | Margeners de Guissona                    | Ds  | 4de7               | 5de7               | 3de7ps             | —                  | —                  | 578    | 1.200 €  | |

## Galeria d'imatges

Castells de gamma extra
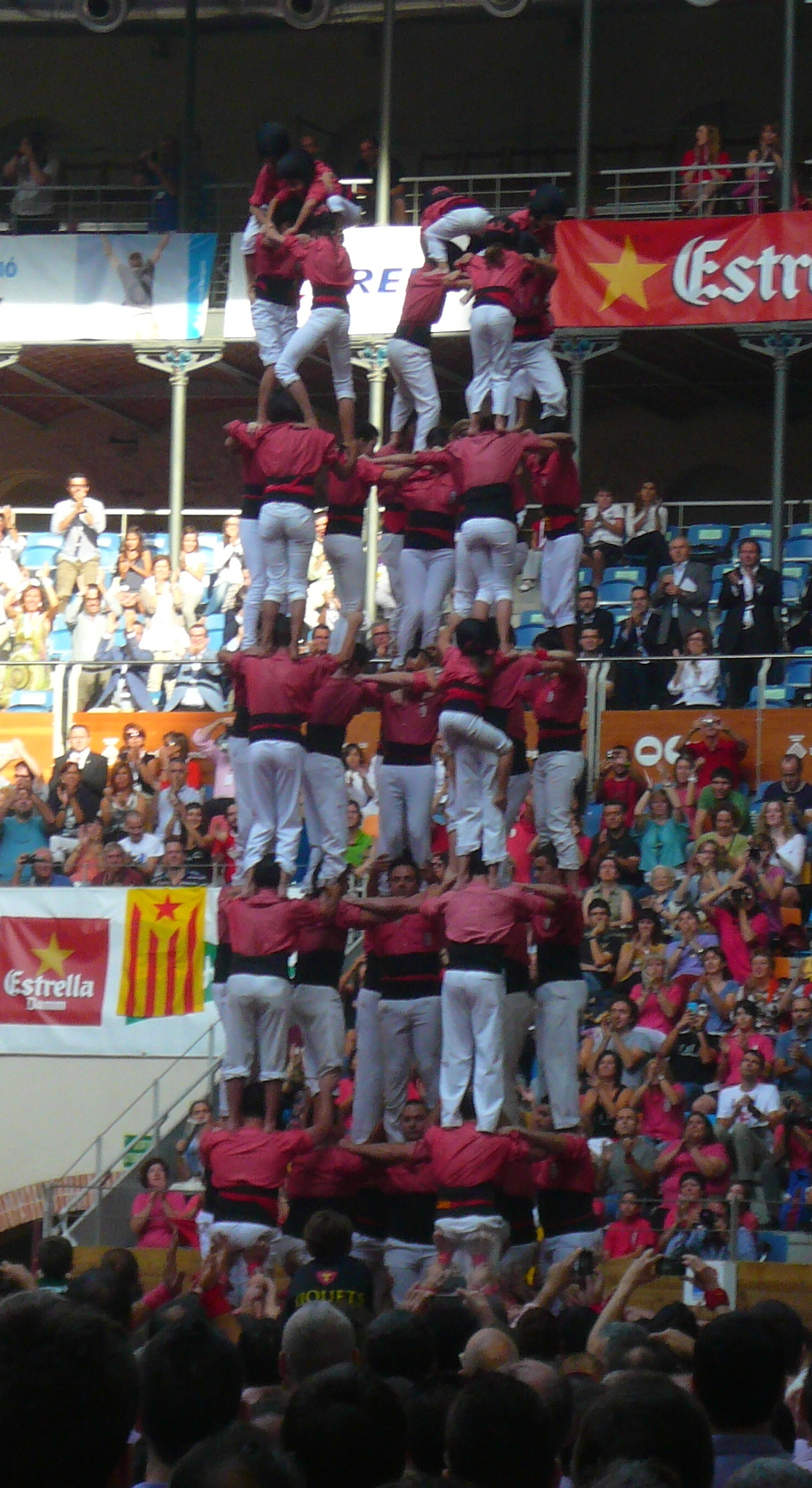
9 de 8 descarregat per la Colla Vella dels Xiquets de Valls en la primera ronda
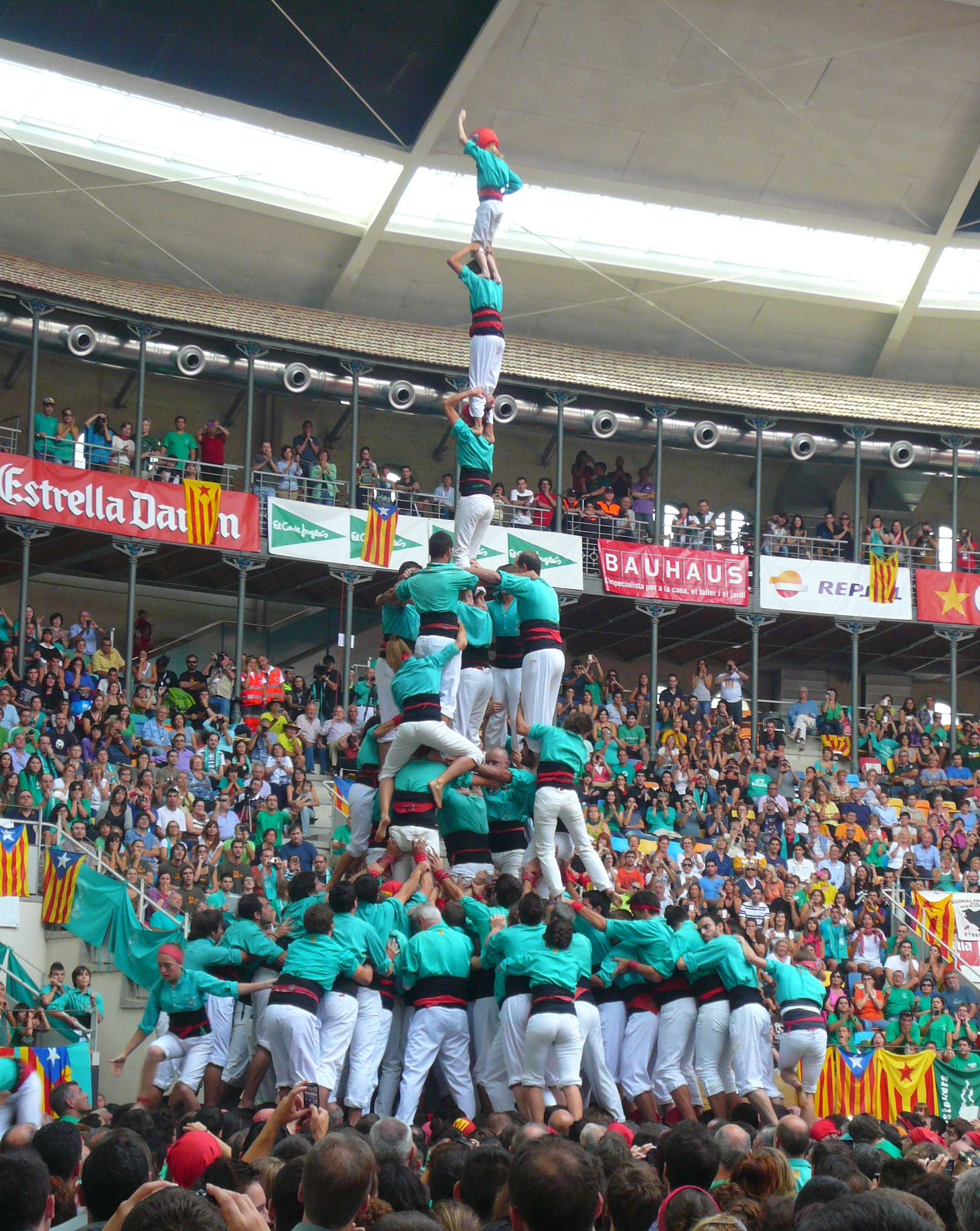
4 de 9 amb folre i l'agulla carregat pels Castellers de Vilafranca en la primera ronda
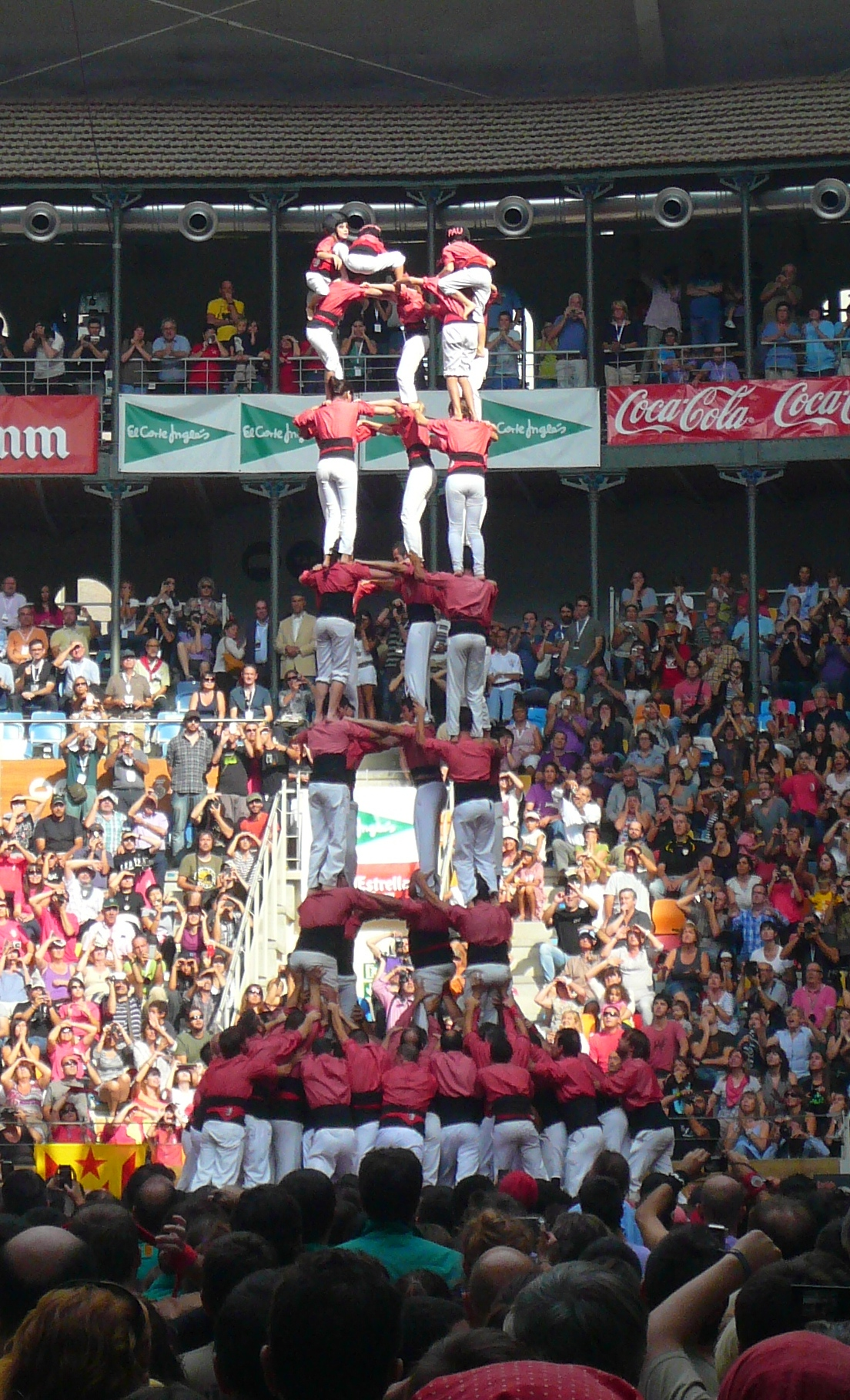
5 de 9 amb folre descarregat per la Colla Vella dels Xiquets de Valls en la segona ronda
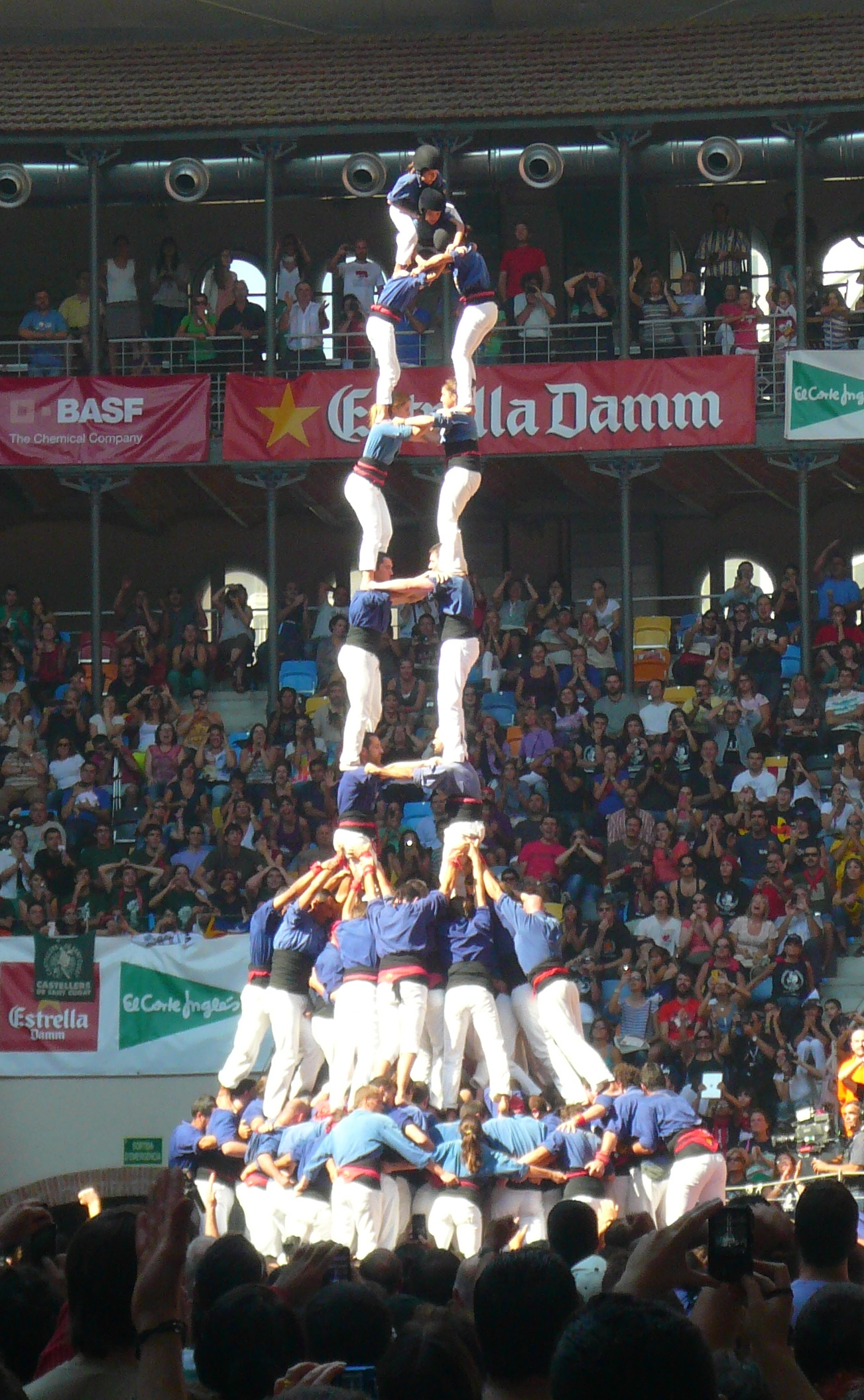
2 de 9 amb folre i manilles carregat pels Capgrossos de Mataró en la tercera ronda
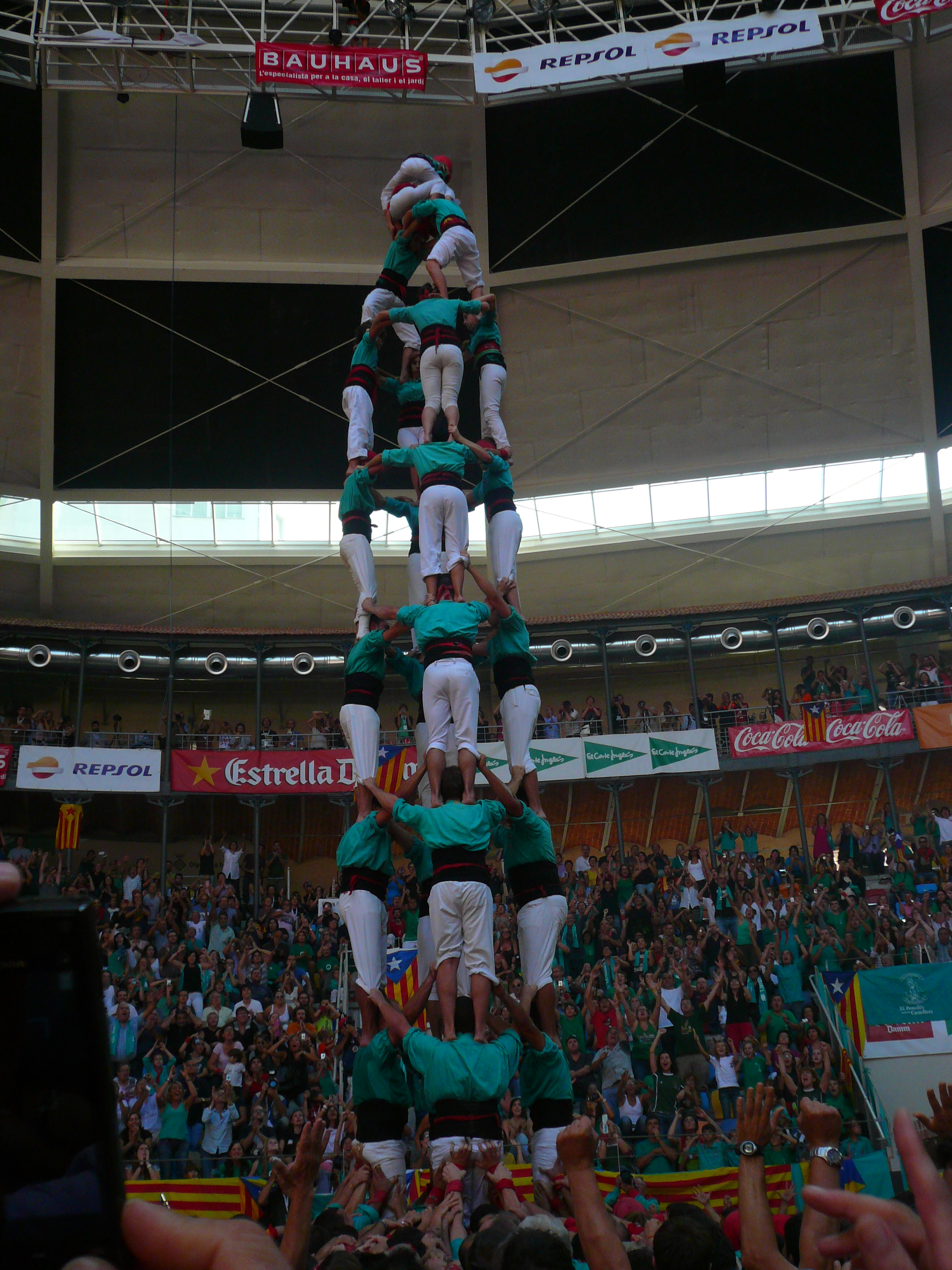
Primer 4 de 9 sense folre descarregat pels Castellers de Vilafranca en la quarta ronda

## Estadística

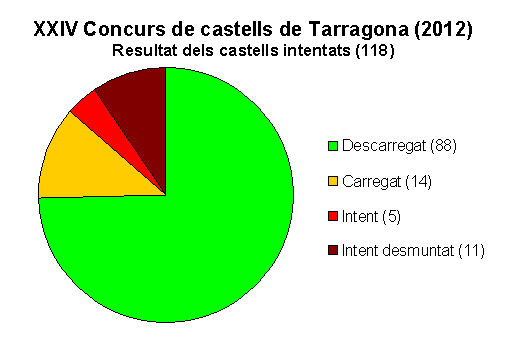
Gràfica del resultat dels castells intentats al XXIV Concurs de castells de Tarragona

Es van fer 118 intents de castells entre 32 colles i es van provar 23 construccions diferents que, en ordre de dificultat creixent, anaven des del 4 de 7 al 2 de 8 sense folre. De les 118 temptatives que es van fer, es van descarregar 88 castells (74,5%) i se'n van carregar 14 més (11,8%), que conjuntament representen 102 castells amb l'aleta completada (86,3%). El nombre de castells descarregats va suposar una xifra rècord tant en el nombre absolut com en el percentatge. La resta d'intents van ser 5 intents fallits (4,2%) i 11 intents desmuntats (9,3%). La xifra global de caigudes, d'entre castells que van fer llenya abans i després de l'aleta, va ser de 19 castells (16%).

### Per castell
La següent taula mostra l'estadística dels castells que es van intentar al concurs de castells. Els castells apareixen ordenats, de major a menor dificultat, segons la taula de puntuacions del concurs de castells del 2012.
| Núm.        | Castell                              | Descarregat | Carregat | Intent | Intent desmuntat | Total |
| ----------- | ------------------------------------ | ----------- | -------- | ------ | ---------------- | ----- |
| 1           | 2 de 8 sense folre (2de8sf)          | 1           | —        | —      | —                | 1     |
| 2           | 4 de 9 sense folre (4de9sf)          | 1           | —        | —      | —                | 1     |
| 3           | 3 de 9 amb folre i l'agulla (3de9fa) | —           | 1        | —      | —                | 1     |
| 4           | 4 de 9 amb folre i l'agulla (4de9fa) | —           | 1        | 1      | —                | 2     |
| 5           | 5 de 9 amb folre (5de9f)             | 2           | —        | 1      | —                | 3     |
| 6           | 2 de 9 amb folre i manilles (2de9fm) | —           | 1        | —      | —                | 1     |
| 7           | 9 de 8 (9de8)                        | 3           | —        | —      | —                | 3     |
| 8           | 3 de 9 amb folre (3de9f)             | 4           | 2        | 1      | 3                | 10    |
| 9           | 4 de 9 amb folre (4de9f)             | 2           | 1        | —      | —                | 3     |
| 10          | 5 de 8 (5de8)                        | 4           | —        | —      | —                | 4     |
| 11          | 7 de 8 (7de8)                        | 2           | —        | —      | —                | 2     |
| 12          | 2 de 8 amb folre (2de8f)             | 6           | 4        | —      | 1                | 11    |
| 13          | 3 de 8 (3de8)                        | 7           | 2        | —      | 1                | 10    |
| 14          | 4 de 8 (4de8)                        | 11          | 1        | 1      | 1                | 14    |
| 15          | 2 de 7 (2de7)                        | 8           | —        | —      | —                | 8     |
| 16          | 9 de 7 (9de7)                        | 2           | —        | —      | —                | 2     |
| 17          | 3 de 7 aixecat per sota (3de7ps)     | 4           | —        | —      | 2                | 6     |
| 18          | 7 de 7 (7de7)                        | 8           | 1        | 1      | 1                | 11    |
| 19          | 5 de 7 (5de7)                        | 11          | —        | —      | 2                | 13    |
| 20          | 4 de 7 amb l'agulla (4de7a)          | 5           | —        | —      | —                | 5     |
| 21          | 3 de 7 amb l'agulla (3de7a)          | 4           | —        | —      | —                | 4     |
| 22          | 3 de 7 (3de7)                        | 1           | —        | —      | —                | 1     |
| 23          | 4 de 7 (4de7)                        | 2           | —        | —      | —                | 2     |
| Total       | Total                                | 88          | 14       | 5      | 11               | 118   |
| Percentatge | Percentatge                          | 74,5%       | 11,8%    | 4,2%   | 9,3%             | 100%  |

### Per colla
La següent taula mostra els castells intentats per cadascuna de les colles amb relació a la dificultat que tenen, ordenats de major a menor dificultat. En negreta, hi figuren els tres castells que van sumar en la puntuació final de cada colla.
| Pos. | Colla                                    | Dia | 2de8sf | 4de9sf | 3de9fa | 4de9fa | 5de9f | 2de9fm | 9de8 | 3de9f  | 4de9f | 5de8 | 7de8 | 2de8f | 3de8 | 4de8 | 2de7 | 9de7 | 3de7ps | 7de7 | 5de7  | 4de7a | 3de7a | 3de7 | 4de7 |
| ---- | ---------------------------------------- | --- | ------ | ------ | ------ | ------ | ----- | ------ | ---- | ------ | ----- | ---- | ---- | ----- | ---- | ---- | ---- | ---- | ------ | ---- | ----- | ----- | ----- | ---- | ---- |
| 1    | Castellers de Vilafranca                 | Dg  | d      | d      | c      | c      |       |        |      |        |       |      |      |       |      |      |      |      |        |      |       |       |       |      |      |
| 2    | Colla Joves Xiquets de Valls             | Dg  |        |        |        |        | d     |        | d    | d      |       |      |      |       |      |      |      |      |        |      |       |       |       |      |      |
| 2    | Colla Vella dels Xiquets de Valls        | Dg  |        |        |        | i      | d     |        | d    | d      |       |      |      |       |      |      |      |      |        |      |       |       |       |      |      |
| 4    | Colla Jove Xiquets de Tarragona          | Dg  |        |        |        |        | i     |        | d    | d      | d     |      |      |       |      |      |      |      |        |      |       |       |       |      |      |
| 5    | Capgrossos de Mataró                     | Dg  |        |        |        |        |       | c      |      | d      | d     |      |      |       |      |      |      |      |        |      |       |       |       |      |      |
| 6    | Xiquets de Tarragona                     | Dg  |        |        |        |        |       |        |      | c      | c     | d    |      |       |      |      |      |      |        |      |       |       |       |      |      |
| 7    | Castellers de Sants                      | Dg  |        |        |        |        |       |        |      | c      |       | d    | d    |       |      |      |      |      |        |      |       |       |       |      |      |
| 8    | Castellers de Barcelona                  | Dg  |        |        |        |        |       |        |      | i      |       | d    | d    |       |      | d    |      |      |        |      |       |       |       |      |      |
| 9    | Castellers de Sabadell                   | Dg  |        |        |        |        |       |        |      |        |       | d    |      | d     | d    |      |      |      |        |      |       |       |       |      |      |
| 10   | Xiquets de Reus                          | Dg  |        |        |        |        |       |        |      |        |       |      |      | d     | d    | d    |      |      |        |      |       |       |       |      |      |
| 11   | Castellers de Lleida                     | Dg  |        |        |        |        |       |        |      |        |       |      |      | c, d  | d    | d    |      |      |        |      |       |       |       |      |      |
| 12   | Bordegassos de Vilanova                  | Ds  |        |        |        |        |       |        |      |        |       |      |      | d     | c, d | d    |      |      |        |      |       |       |       |      |      |
| 13   | Castellers de Sant Cugat                 | Ds  |        |        |        |        |       |        |      |        |       |      |      | d     | c    | d    |      |      |        |      |       |       |       |      |      |
| 14   | Xicots de Vilafranca                     | Ds  |        |        |        |        |       |        |      |        |       |      |      | c, c  | d    | d    |      |      |        |      |       |       |       |      |      |
| 15   | Castellers de la Vila de Gràcia          | Dg  |        |        |        |        |       |        |      | id, id |       |      |      |       | d    | d    | d    |      |        |      |       |       |       |      |      |
| 16   | Sagals d'Osona                           | Ds  |        |        |        |        |       |        |      |        |       |      |      |       | d    | d    | d    | d    |        |      |       |       |       |      |      |
| 17   | Nens del Vendrell                        | Ds  |        |        |        |        |       |        |      |        |       |      |      | d     |      | d    |      |      |        | d    |       |       |       |      |      |
| 18   | Moixiganguers d'Igualada                 | Ds  |        |        |        |        |       |        |      |        |       |      |      |       |      | d    | d    | d    |        |      |       |       |       |      |      |
| 19   | Xics de Granollers                       | Ds  |        |        |        |        |       |        |      |        |       |      |      |       |      | d    | d    |      |        | d    | d     |       |       |      |      |
| 20   | Castellers de Terrassa                   | Ds  |        |        |        |        |       |        |      |        |       |      |      | c     |      |      |      |      |        | d    |       | d     |       |      |      |
| 21   | Marrecs de Salt                          | Ds  |        |        |        |        |       |        |      |        |       |      |      |       |      | c    | d    |      |        |      | d     |       |       |      |      |
| 22   | Colla Jove de Castellers de Sitges       | Ds  |        |        |        |        |       |        |      |        |       |      |      |       |      |      | d    |      | d      | d    |       |       |       |      |      |
| 23   | Colla Castellera de Sant Pere i Sant Pau | Ds  |        |        |        |        |       |        |      |        |       |      |      |       |      |      | d    |      |        |      | d     |       | d     |      |      |
| 24   | Castellers de la Sagrada Família         | Ds  |        |        |        |        |       |        |      |        |       |      |      |       |      |      |      |      | d      | d    | d     |       |       |      |      |
| 25   | Castellers del Poble Sec                 | Ds  |        |        |        |        |       |        |      |        |       |      |      |       |      |      |      |      | d      | c    | d     |       |       |      |      |
| 26   | Castellers de Badalona                   | Ds  |        |        |        |        |       |        |      |        |       |      |      |       |      |      | d    |      |        |      |       |       |       | d    | d    |
| 27   | Castellers d'Esplugues                   | Ds  |        |        |        |        |       |        |      |        |       |      |      |       |      | i    |      |      |        | d    | d     | d     |       |      |      |
| 28   | Minyons de l'Arboç                       | Ds  |        |        |        |        |       |        |      |        |       |      |      |       |      | id   |      |      |        | d    | id, d | d     |       |      |      |
| 29   | Nois de la Torre                         | Ds  |        |        |        |        |       |        |      |        |       |      |      |       |      |      |      |      | i, i   | d    | d     |       | d     |      |      |
| 30   | Xiquets del Serrallo                     | Ds  |        |        |        |        |       |        |      |        |       |      |      |       |      |      |      |      |        |      | d     | d     | d     |      |      |
| 31   | Tirallongues de Manresa                  | Ds  |        |        |        |        |       |        |      |        |       |      |      |       |      |      |      |      |        |      | d     | d     | d     |      |      |
| 32   | Margeners de Guissona                    | Ds  |        |        |        |        |       |        |      |        |       |      |      |       |      |      |      |      |        | d    |       | d     |       |      | d    |

## Normativa

### Taula de puntuacions
Taula de puntuacions del XXIV Concurs de castells de Tarragona:
| Núm. | Castell | Punts carregat | Punts descarregat |
| ---- | ------- | -------------- | ----------------- |
| 1    | 4de7    | 100            | 125               |
| 2    | 3de7    | 105            | 131               |
| 3    | 3de7a   | 148            | 185               |
| 4    | 4de7a   | 155            | 194               |
| 5    | 5de7    | 163            | 204               |
| 6    | 7de7    | 180            | 225               |
| 7    | 3de7ps  | 199            | 249               |
| 8    | 5de7a   | 209            | 312               |
| 9    | 9de7    | 250            | 312               |
| 10   | 2de7    | 300            | 375               |
| 11   | 4de8    | 315            | 393               |
| 12   | Pde6    | 384            | 480               |
| 13   | 3de8    | 403            | 504               |
| 14   | 2de8f   | 492            | 615               |
| 15   | Pde7f   | 559            | 699               |
| 16   | 7de8    | 680            | 850               |
| 17   | 5de8    | 714            | 892               |
| 18   | 4de8a   | 747            | 937               |
| 19   | 3de8a   | 787            | 984               |
| 20   | 5de8a   | 1.008          | 1.033             |

| Núm. | Castell | Punts carregat | Punts descarregat |
| ---- | ------- | -------------- | ----------------- |
| 21   | 4de9f   | 1.206          | 1.508             |
| 22   | 3de9f   | 1.303          | 1.629             |
| 23   | 9de8    | 1.632          | 2.041             |
| 24   | 3de8ps  | 1.703          | 2.128             |
| 25   | 2de9fm  | 1.776          | 2.220             |
| 26   | Pde8fm  | 2.174          | 2.718             |
| 27   | 7de9f   | 2.754          | 3.442             |
| 28   | 5de9f   | 2.892          | 3.614             |
| 29   | 4de9fa  | 3.036          | 3.795             |
| 30   | 3de9fa  | 3.188          | 3.985             |
| 31   | 5de9fa  | 4.085          | 4.184             |
| 32   | 4de9sf  | 4.686          | 5.858             |
| 33   | 2de8sf  | 4.921          | 6.151             |
| 34   | 3de10fm | 5.167          | 6.458             |
| 35   | 9de9f   | 5.425          | 6.781             |
| 36   | 4de10fm | 5.696          | 7.120             |
| 37   | 2de9sm  | 7.476          | 9.345             |
| 38   | Pde9fmp | 9.420          | 11.775            |
| 39   | 3de9sf  | 9.891          | 12.364            |

## Mitjans de comunicació
El concurs de castells va tenir un gran seguiment mediàtic de ràdio, premsa i televisió. El cap de setmana del concurs de castells, va ser present a gairebé tots els mitjans catalans. Hi havia més de 280 periodistes acreditats, pertanyents a més de 60 mitjans de comunicació diferents, alguns dels quals eren internacionals.
En l'àmbit televisiu, TV3 i la Xarxa de Televisions Locals (XTVL) van produir conjuntament el concurs de castells de Tarragona, en el marc d'un acord entre ambdós mitjans per millorar i ampliar la cobertura de la retransmissió del certamen. Així, 15 televisions locals, a través de la XTVL, van emetre íntegrament la retransmissió en directe de les dues jornades, amb una audiència potencial de centenars de milers de persones. Aquestes televisions, que van acreditar 28 periodistes entre totes, van ser: Canal Blau Maricel TV, Canal Reus TV, Canal Taronja Anoia, Canal Terrassa Vallès, El 9 TV, Lleida TV, Penedès Televisió, TAC 12, VOTV, m1tv, Televisió de Badalona i TV Girona. La realització de la retransmissió de la jornada de dissabte va anar a càrrec dels canals locals TAC 12, Penedès Televisió i Canal Blau Maricel TV i diumenge la XTVL va oferir el senyal internacional facilitat per TV3. Entre TAC 12 i TV3, més de 50 professionals van treballar en la retransmissió per televisió.
D'altra banda, TV3 no va emetre en directe cap de les dues jornades, si bé va col·laborar en la producció, i el mateix diumenge cap a la mitjanit va emetre un programa especial del Quarts de nou, que va comptar amb participació del periodista i meteoròleg Tomàs Molina, en què va fer un ampli resum de 110 minuts que va aconseguir un 5,4% d'audiència i més de 100.000 espectadors. L'endemà, Penedès Televisió també va oferir un programa especial del Va de castells sobre la 24a edició del concurs de castells. A més, el concurs de castells també es va poder seguir per internet al portal XarxaNotícies.cat i al web xarxaradio.cat.

A part d'això, televisions d'abast estatal com Televisió Espanyola o Telecinco-Cuatro van ser presents a la Tarraco Arena Plaça, i a més, l'endemà del concurs de castells es van publicar nombroses notícies en les edicions digitals de premsa internacional com The Guardian, Daily Mail, NBC News o el Herald Sun, gràcies a la presència de diferents agències o fotògrafs individuals que van fer difusió de les seves imatges a diferents mitjans estrangers, com Getty Images. També la televisió xinesa China Central Television va enregistrar tot l'esdeveniment per emetre un ampli reportatge sobre el concurs de Castells durant la celebració del cap d'any xinès i el programa Waratte Koraete de la televisió japonesa Nihon TV.
A nivell radiofònic, diverses emissores van oferir el concurs de castells en directe íntegrament, com Tarragona Ràdio, Ona la Torre, Altafulla Ràdio, Ràdio Valls, Ràdio Vilafranca o Ona Subirats. A part d'aquestes, altres ràdios com RAC 1 i la Cadena SER en van fer retransmissions d'àmplies estones i algunes com Catalunya Ràdio, Catalunya Informació i Radio Nacional de España en van fer connexions.

## Impacte
El 9 d'octubre del 2012, al cap de dos dies d'haver-se celebrat el concurs, l'Ajuntament de Tarragona reunit en el ple municipal va fer balanç de l'esdeveniment. Va fer-ne una valoració positiva i en va destacar diversos aspectes com el nou format de dos dies, l'impacte econòmic, la projecció internacional i la bona actuació de les colles. El benefici econòmic generat directament i indirecta del concurs de castells es va xifrar al voltant dels 3 milions €, ja que es van vendre gairebé 11.000 entrades, i l'ocupació en el sector de la restauració va augmentar durant el dos dies de concurs. La tinenta d'alcalde de Cultura del consistori tarragoní Carme Crespo (PSC) va declarar que l'organització del concurs estudiarà la possibilitat d'obrir subseus del concurs de castells de Tarragona amb l'objectiu d'aglutinar el màxim de colles castelleres, proposta recollida al Comissionat Josep Bargalló. També va anunciar que des de l'Ajuntament de Tarragona se seguirà treballant per ampliar l'oferta i difondre encara més el fet casteller. L'organització del concurs va admetre que la baixa afluència d'espectadors a les graderies la jornada del dissabte no va ser l'esperada i van proposar que de cara al concurs del 2014, es podria rebaixar el preu de l'entrada a un cost més assequible.

## Patrocinadors, organitzadors i col·laboradors
El concurs va tenir un pressupost de 340.000 €, dels quals 200.000 l'assumí l'Ajuntament de Tarragona, mentre que la resta es va obtenir d'institucions i patrocinis privats, la venda d'entrades i l'explotació del bar i de marxandatge.
El XXIV Concurs de castells de Tarragona comptà amb diversos patrocinadors, organitzadors i col·laboradors:
| Patrocinadors principals - El Corte Inglés - Damm Patrocinadors institucionals - Diputació de Tarragona/Tarraco Arena Plaça - Departament de Cultura de la Generalitat de Catalunya Patrocinadors - Repsol - Fundació "la Caixa" - BASF - Cobega - Bauhaus | Mitjans oficials - TV3 - TAC 12/Xarxa de Televisions Locals - Ràdio Tarragona Col·laboradors - Associació de Restaurats de la Part Alta - Hotels de Tarragona - Agrupació de Càmpings de Tarragona Ciutat - Viena - Tarraco Film Office Amb la presència de - Castells Patrimoni de la Humanitat - Tàrraco Ticket |